# Atlético Español
Atlético Español Fútbol Club, zkráceně Atlético Español FC, byl mexický fotbalový klub sídlící v hlavním městě Mexika. Tým jednou vyhrál Pohár mistrů CONCACAF. Existoval v letech 1971–1982. Hrál na Aztéckém stadionu. Měl černo-bílé dresy.

## Historie
V letech 1971 až 1982 byla franšíza Clubu Necaxa prodána španělským podnikatelům, kteří klub pojmenovali Atlético Español a změnili dresy na černo-bílé. Tento klub odkazoval na Real Club España.

## Úspěchy
- Pohár mistrů CONCACAF (1): 1975